# Beaverhead (krater)
Krater Beaverhead – krater uderzeniowy w Montanie, w Stanach Zjednoczonych. 
Krater ma średnicę 60 km i jest jednym z 10 największych potwierdzonych kraterów uderzeniowych na Ziemi. Ocenia się, że powstał ok. 600 milionów lat temu (pod koniec neoproterozoiku). Został zidentyfikowany w 1990 r.